# Johan II av Cypern
Johan II av Cypern, född 1418, död 1458, var en cypriotisk regent. Han var Cyperns monark från 1432 till 1458.